# Stazione di Vitinia
La stazione di Vitinia è una stazione ferroviaria posta sulla linea Roma-Lido. Si trova nel Municipio IX ed è situata nel quartiere Vitinia.

## Storia
La stazione è stata inaugurata in concomitanza con la ferrovia, il 10 agosto 1924. Nell'orario ferroviario del 10 agosto del 1924 la sua denominazione risulta quella di "Risaro", nome che aveva il borgo agricolo prima della guerra. Dopo la guerra divenne "Vitinia".
La stazione non ha subito gravi danneggiamenti durante la guerra.
L'aspetto della stazione è conseguente ai lavori di totale rifacimento risalenti al Giubileo del 2000, che hanno conservato un edificio della stazione originaria degli anni venti.

## Interscambi
La stazione permette i seguenti interscambi:
- Fermata autobus